# Призывник (фильм)
Призывник (нидерл. De Loteling, также известен под французским названием нидерл. Le Conscrit) — бельгийский (фламадский) фильм. Экранизация одноимённого романа Хендрика Консьянса. Режиссёр — Роланд Верхавет.

## Сюжет
1833 году. В деревне в регионе Кемпен на севере Фландрии проводится жеребьёвка призывников (по тогдашнему бельгийскому закону, призыв в армию осуществлялся по жребию). Никто из крестьян не хочет попасть в армию, поскольку платят солдатам мало, а потеря пары рабочих рук на время службы — тяжелое испытание для семьи. Жребий выпадает сыну местного нотариуса — представителя сельской элиты. Он тоже не проявляет желания служить, и откупается, отправив служить за себя Яна Брамса — сына бедного крестьянина. Ян надеется, что деньги, которые он получил от сына нотариуса, помогут ему начать новую жизнь со своей помолвленной Катрин после возвращения из армии.
Ян становится солдатом. Условия службы тяжелы, солдаты живут в казематах, кишащих крысами. Кроме того, офицеры-валлоны говорят по-французски, и солдаты-фламандцы часто просто не понимают, что от них требуется. Одним утром Ян с ужасом обнаруживает, что кто-то украл у него деньги — то, ради чего он пошел в армию и то, что давало ему надежду на будущее.
Однажды один из сослуживцев Яна подбивает его отправиться развлечься «к девочкам». После посещения проститутки Ян заболевает, у него начинаются проблемы с глазами (возможно, гонорея глаза). По совету сослуживцев, он занимается самолечением, используя мочу, что приводит к полной слепоте.
В то же время в своей деревне Катрин обеспокоена тем, что Ян перестал присылать письма. Она использует все свои сбережения для того, что бы добраться на дилижансе до гарнизона, где служит Ян. Ей удается уговорить часового пустить её в лазарет к Яну. Здесь она узнаёт, что Ян полностью ослеп. Катрин удаётся переговорить с женой коменданта, которая проявляет милосердие и обещает помочь. Благодаря посредничеству жены коменданта, Яна комиссуют из армии. Однако перед отправлением Катрин приходится заплатить за Яна штраф за порчу армейского имущества — ранец, который, на самом деле, проели крысы. У Катрин и Яна большие нет денег на дилижанс, и им приходится возвращаться пешком. По пути Катрин и Ян посещают монастырь, славящийся чудесными исцелениями. Иногда Яну кажется, что он снова начинает видеть.
В одну из ночей ферма, на которой Катрин и Ян удалось устроиться на ночлег, подвергаются нападению разбойников. Катрин и Ян удается удаётся отбиться от разбойников при помощи вил и молотильного цепа, но через несколько дней эти же разбойники подкарауливают Катрин и Яна в безлюдной местности. Они избивают Яна до потери сознания и насилуют Катрин.
Через некоторое время Катрин и Ян приходят в сознание. Они обнимают друг друга, и продолжают свой путь в родную деревню.

## Основные роли
- Ян Деклер — Ян Брамс
- Анс Бенчес (Ans Beentjes) — Катрин